# Jacky Courtillat
Jacques Courtillat –conocido como Jacky Courtillat– (Melun, 8 de enero de 1943) es un deportista francés que compitió en esgrima, especialista en la modalidad de florete.
Participó en dos Juegos Olímpicos de Verano en los años 1960 y 1964, obteniendo una medalla de bronce en Tokio 1964 en la prueba por equipos. Ganó dos medallas de bronce en el Campeonato Mundial de Esgrima en los años 1963 y 1965.

## Palmarés internacional
| Juegos Olímpicos   | Juegos Olímpicos | Juegos Olímpicos  | Juegos Olímpicos    |
| Año                | Lugar            | Medalla           | Prueba              |
| ------------------ | ---------------- | ----------------- | ------------------- |
| 1964               | Tokio (Japón)    | Medalla de bronce | Florete por equipos |
| Campeonato Mundial |                  |                   |                     |
| Año                | Lugar            | Medalla           | Prueba              |
| 1963               | Danzig (Polonia) | Medalla de bronce | Florete por equipos |
| 1965               | París (Francia)  | Medalla de bronce | Florete por equipos |